# Cassida stigmatica
Cassida stigmatica es un insecto coleóptero de la familia Chrysomelidae. Se distribuye por el paleártico.